# 사타형 증기 기관차
사타형 증기 기관차는 일제강점기에 현재의 조선민주주의인민공화국 지역에 도입된 탱크식 증기 기관차이다. 1934년에 4량, 1935년에 4량, 1936년에 2량, 1937년에 10량, 1939년에 4량이 도입되어, 총 24량이 운행하였다.

## 구조 및 특징
차륜 배열은 2-10-2로 구배가 심해 일반 증기 기관차로 운행이 힘든 혜산선에서의 마그네사이트와 목재 수송을 위해 도입되었다.명칭은 미국 현업에서 2-10-2의 차륜 배열을 부르는 산타 페(Santa Fe)에서 이름이 유래하였으며 구배선 운행을 위해 견인력을 키우고 터널이 많아 퇴행 운전에 용이하도록 탱크식으로 제작되었다. 그러나 운전실이 밀폐식이 아니어서 날씨가 추운 북한지역에서 기관사들의 불평을 사게 되어 남한의 구배선에 배치 변경을 하고 마터형 증기 기관차의 도입이 시작된 1939년 4량을 추가 도입한 것을 끝으로 생산을 중단하였다. 해방 후 16량은 조선민주주의인민공화국, 8량은 대한민국의 소유가 되었으며 이후의 행방은 잘 알려지지 않고 있다.

## 참고 문헌
- 변성우 외 (1999), 《한국철도차량 100년사》, 서울: 철도차량기술점검단.